# Colorista
Em histórias em quadrinhos, o colorista é responsável por adicionar cor ao desenho preto e branco. Na maior parte do século XX, os coloristas usaram pincéis e tintas onde usavam as guias para produzir o desenho. Desde o final do século XX é mais comum o trabalho de coloração ser feito por meio digital, com colorações separadas e produzidas eletronicamente.
Embora a maioria dos coloristas americanos trabalharem diretamente para as editoras de histórias de quadrinhos (como empregados ou freelancers), há poucos estúdios de coloração que oferece serviço para as editoras, entre as mais famosas no campo estão a American Color, Olyoptics e a Digital Chameleon.

## História
Originalmente, os quadrinhos eram coloridos cortando papéis de várias densidades em formas apropriadas para serem usadas em um processo de separação de cor. O colorista normal trabalhava com fotocopiadoras de páginas com tinta, onde eles coloriam com tintas especiais. A Dr. Martin's Dyes foi uma marca conhecida no campo. O modelo de código CMYK eram utilizados para indicar a cor certa. Tatjana Wood foi a principal colorista da DC Comics de 1973 até metade dos anos 80.
Mais recentemente, os coloristas tem trabalhado com programas que permitem efeitos mais sutis e bonitos.

## A era digital
O colorista Steve Oliff e sua companhia Olyoptics foram um dos primeiros a usarem computadoras para fazerem separações de cor. Embora muitas outras companhias na época já tinham experimentados com computadores, Oliff e sua equipe foram os primeiros a separar o guia de cores com um separador digital. Em 1987, o mangá japonês Akira estava na preparação para ser traduzido e publicado pela Epic Comics (da Marvel Comics). Oliff foi escolhido para ser colorista e ele convenceu a Marvel que era hora para eles tentaram colorirem pelo computador. Após a publicação do mangá no ano seguinte, a coloraçaõ digital tornou-se majoritariamente predominante na indústria dos quadrinhos.
No início da década de 90, até mesmo as editoras maiores já estavam usando computadores, onde existiam variações. Por exemplo, a DC Comics permitiu um palette de apenas 64 cores, já a Marvel expandiu para 125 cores.  A Dark Horse Comics permitiu ainda mais variações. Os programas mais utilizados na época era o Color Prep e Tint Prep, ambos originalmente implementados pela Olyoptics. O software foi inventado pela Pixel Craft, a primeira companhia a criar software para serem usados em computadores pessoais (PCs). Pixel Craft era uma pequena empresa de Long Island, Nova York, criada por Kenneth Giordano e Khouri Giordano. A equipe formada pelo pai e filho acompanhou os primeiros passos para a computadorização do processo de coloração. Em 1993, a Image Comics usaram tecnologia de coloração digital e uma separação de cores mais avançada do que a da Marvel e da DC, o que fez com que houvesse ainda mais avanços na área. Finalmente, na metade da década de 90, o Adobe Photoshop tornou-se o produto padrão para a indústria.
As melhorias na tecnologia usada na coloração tiveram um grande impacto na maneira como os quadrinhos eram desenhados. Antes do uso de computadores, os artistas usavam frequentemente canetas e pincéis para colocar efeitos de sombreamento, atualmente o artista deixe o desenho "aberto" e deixa para o colorista por os efeitos por meio de variações de tons de cor e pela adição de tons de preto. A maior parte dos coloristas atualmente utilizam o computador para fazerem seu trabalho.

## Coloristas conhecidos
- Jack Adler
- Marina Amaral
- David Baron
- Josette Baujot
- Jordie Bellaire
- Jeromy Cox
- Nine Culliford
- George Freeman / Digital Chameleon
- John Higgins
- Matt Hollingsworth
- Richard Isanove
- Vittorio Leonardo
- Lee Loughridge
- Laura Martin
- Dave McCaig
- Paul Mounts
- Steve Oliff / Olyoptics
- Cris Peter
- Alex Sinclair
- Marie Severin
- Dave Stewart
- Christina Strain
- Lynn Varley
- Jose Villarrubia
- Glynis Wein
- Tatjana Wood